# Crookesite
La crookesite ou crookésite est un minéral séléniure, de formule chimique Cu7(Tl,Ag)Se4, composé de cuivre et de sélénium avec de façon variable du thallium ou l'argent. Sa localité type est la mine Skrikerum, dans la commune de Valdemarsvik, Östergötland en Suède.

## Propriétés
L'IMA lui attribue le symbole Crk et la formule  Cu7(Tl,Ag)Se4 supplantant une ancienne version qu'est (Cu,Tl,Ag)2Se. Elle s'est formée par précipitation de fluides hydrothermaux, et contient en masse : 16,3 % de Tl, 47,3 % de Cu, 2,9 % d'Ag, et 33,6 % de Se. 
La crookesite est un minéral métallique opaque, de couleur gris bleuâtre à brun rose, cristallisant dans le système cristallin tétragonal, ayant une dureté de 2,5 à 3 sur l'échelle de Mohs et une densité de 6,9. 
La crookesite est associée dans ses gisements à l'umangite, l'eucaïrite, la klockmannite, la clausthalite, la sabatiérite, la linnaéite-Se, la calcite et le quartz.

## Nom et découverte
Elle a été découverte en 1866 à Skrikerum, en Suède et son nom rend hommage à Sir William Crookes (1832-1919), le chimiste et physicien découvreur de l'élément thallium. 

## Environnement et gisements
Le mode paragénétique de la crookesite indique un processus proche de la surface du sol, par altération aqueuse subaérienne par des fluides non sensibles à la réaction d'oxydoréduction, et par des minéraux déposés par des fluides hydrothermaux riches en métaux. 
Les environnements de la crookesite sont de dépôts hydrothermaux.   
La base de données Mindat.org recense en 2023, 15 gisements dans le monde. La mine Skrikerum en est le seul en Suède. La majorité se trouve en Europe, dont le filon d'uranium de Chaméane dans le Puy-de-Dôme, en France. 